# Hryhorki
Hryhorki (biał. Грыгаркі, ros. Григорки) – wieś na Białorusi, w obwodzie mińskim, w rejonie wilejskim, w sielsowiecie Krzywe Sioło.

## Historia
W czasach zaborów wieś w powiecie wilejskim, w guberni wileńskiej Imperium Rosyjskiego.
W latach 1921–1945 wieś leżała w Polsce, w województwie wileńskim, w powiecie wilejskim, w gminie Rzeczki, od 1 stycznia 1926 roku w gminie Kurzeniec.
Według Powszechnego Spisu Ludności z 1921 roku zamieszkiwały tu 252 osoby, 6 było wyznania rzymskokatolickiego a 246 prawosławnego. Jednocześnie 6 mieszkańców zadeklarowało polską, 244 białoruską a 2 rosyjską przynależność narodową. Było tu 41 budynków mieszkalnych. W 1931 w 44 domach zamieszkiwało 265 osób.
Wierni należeli do parafii rzymskokatolickiej i prawosławnej w Kurzeńcu. Miejscowość podlegała pod Sąd Grodzki w Wilejce i Okręgowy w Wilnie; właściwy urząd pocztowy mieścił się w Kurzeńcu.
W wyniku napaści ZSRR na Polskę we wrześniu 1939 miejscowość znalazła się pod okupacją sowiecką. 2 listopada została włączona do Białoruskiej SRR. Od czerwca 1941 roku pod okupacją niemiecką. W 1944 miejscowość została ponownie zajęta przez wojska sowieckie i włączona do Białoruskiej SRR.
Od 1991 w składzie niepodległej Białorusi.